# Национальный музей текстиля (Малайзия)
Национальный музей текстиля (малайск. Muzium Tekstil Negara) — музей, расположенный в Куала-Лумпуре (Малайзия). Находится на Площади Независимости рядом со зданием султана Абдул-Самада.

## История

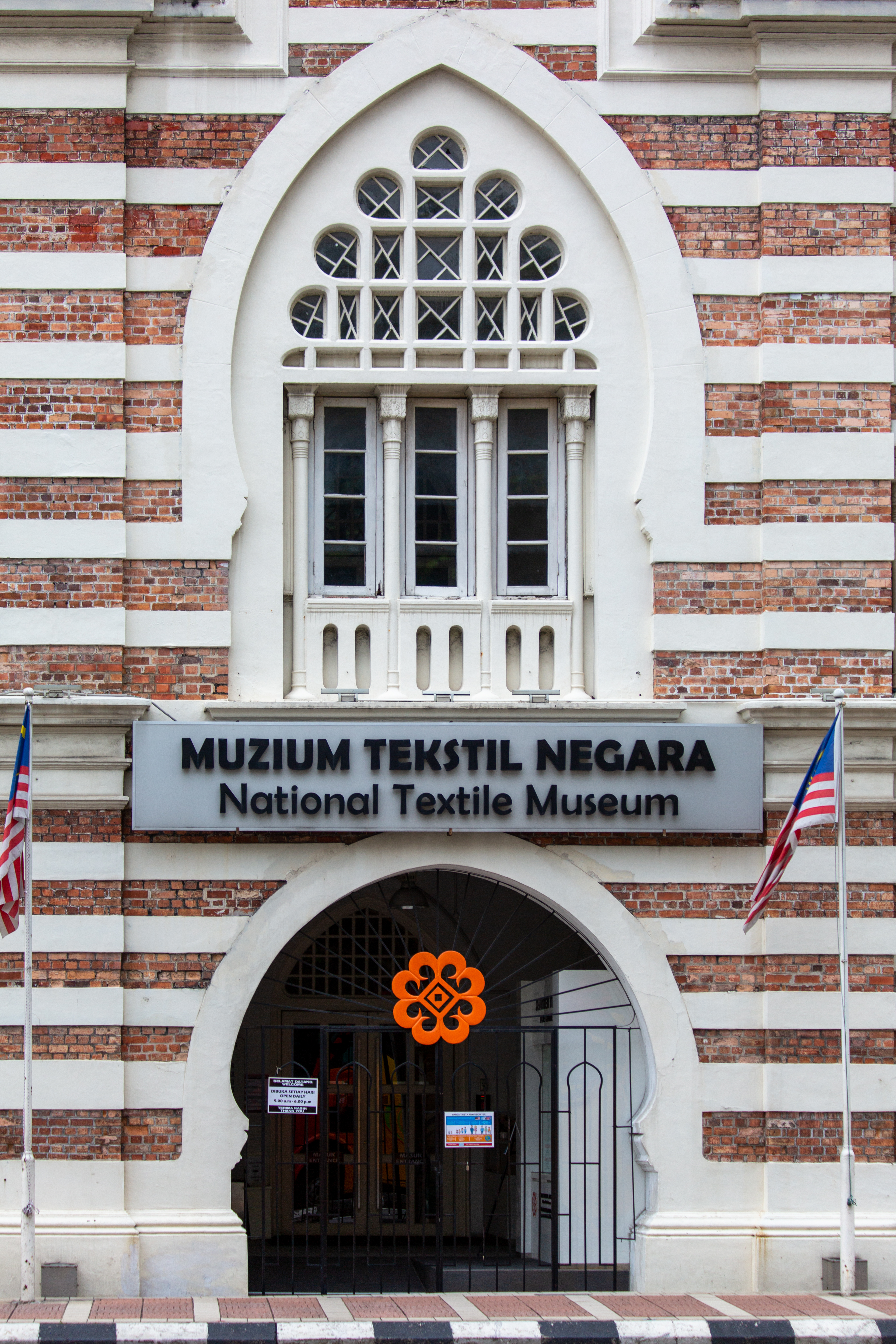
Главный вход музея

Музей находится в здании, построенным в 1905 году в индо-сарацинском стиле по проекту Артура Бенисона Хаббака. В здании первоначально размещались Федеративные малайские железные дороги (FMSR, теперь KTM). После того, как администрация железных дорог переехала в новое строение в 1917 году, здание было передано Департаменту общественных работ Селангора, и впоследствии в нём размещались различные правительственные организации, включая Департамент водных ресурсов Селангора, Центральный банк Малайзии, Сельскохозяйственный банк Малайзии. С 1986 года здесь располагалась Корпорация развития малайзийских ремёсел. В 2001—2004 годах здесь заседал Верховный суд Малайзии. После этого оно было преобразовано в Национальный музея текстиля, который был открыт 9 января 2010 года. В 1983 году здание получило статус исторического.

## Архитектура
Здание построено в 1905 году в индо-сарацинском стиле. Представляет собой 2,5-этажное здание, занимающее площадь 3 145,3 м2. Здание спроектировано в мавританском архитектурном стиле. Архитектура здания имеет могольско-исламскую ориентацию. Стены составлены из чередующихся полос красного и белого цвета от красного кирпича и белой штукатурки. Вход, обращенный к зданию султана Абдул-Самада, состоит из двух прямоугольных овальных столбов, которые простираются от стен куполообразной крыши. Сбоку здания есть две восьмиугольные башни. Башни завершены бетонным куполом, окруженным меньшими куполами. В 2008 году к стеклянному вестибюлю здания было добавлено пространство, которое используется в качестве главного входа в музей.

## Экспозиция
Национальный музей текстиля представляет разнообразие малазийского общества. Экспозиция прослеживает тенденции и события, характеризующие текстиль и развивающие жизнь общества в Малайзии с доисторических времён до наших дней. В галереях представлена коллекция из четырёх ведущих видов текстиля, аксессуаров и одежды. Мультимедийная презентация освещает методы производства текстиля в Малайзии. Музей включает 5 галерей:
- Галерея Pohon Budi демонстрирует происхождение текстиля с доисторических времён, а также его развитие посредством торговли. Здесь экспонируются инструменты, материалы и традиционные методы изготовления текстиля: ткачество, вышивка, изготовление батика, золотое шитьё, вязание и бисероплетение с особым акцентом на преобладающие в стране текстильные изделия, такие как сонгкет (шёлковый саронг с вплетённой в него золотой нитью), пуа кумбу (традиционная узорчатая многоцветная церемониальная хлопковая ткань, используемая ибанами в Сараваке), телепук (тонкая хлопковая или шёлковая ткань с тиснёными цветочными мотивами с использованием листового золота или пыли), текатан (золотая вышивка, созданная путём стежка золотой нити для создания рельефного узора на бархате), керингкам (традиционная вышивка малайцев Саравака, обычно встречающаяся на женских головных платках), линангкит (ручная декоративная вышивка, украшающая юбки длиной до колен народа лотуд), каин пис (богато вышитый кусок ткани, состоящий из двух наложенных друг на друга кусков, который носят представители народности рунгус/кадазандусун в качестве головные уборы), декоративные бусины и батик.
- Галерея Радуга. В группах традиционных тканей kain pelangi известен как королевская пряжа разноцветной ткани. Мягкие цвета этих тканей включают зелёный, розовый, жёлтый и синий. В галерее представлены некоторые из избранных коллекций наследия, такие как различные типы батика и их рост на протяжении многих лет, коллекции китайской общины, включая баба-ньонья (китайской общины из южных провинций Китая), которые богаты использованием шёлковых и золотых нитей и бисера, а также чрезвычайно тонкие и разнообразные мотивы этнических текстильных коллекций Саравака и Сабаха.
- Галерея Переплетение. Teluk berantai — преобладающий мотив в создании малайского сонгкета. В галерее Телук Берантай демонстрируется богатство, утончённость и красота коллекций малайского костюма, таких как текатан (золотая вышивка, выполненная путём стежка золотой нитью для создания рельефного узора на бархате), келингкан (вышивка-аппликация), каин тенун (ткань), каин лимар (похожая на фартук часть из шёлка, надеваемая поверх каин сонгкет), каин лимар сонгкет тенггарунг (ткань лимар с ярко выраженной золотой нитью), каин телепук (тонкая хлопчатобумажная или шёлковая ткань, обычно с цветочными мотивами, напечатанными с помощью золотых листьев или золотой пыли), каин бераят (ткань с рисунком) и различные другие костюмы.
- Галерея Ратна сари представляет ювелирные изделия и личные украшения различных этнических групп Малайзии, сделанные из золота, серебра, меди, бисера и растений, которые предназначены для ношения на различных частях тела, с головы до ног. Среди них корона, пемелех (подвесные серьги), чучук санггул (заколка для волос), докох (ожерелье с большой вогнутой подвеской), пендинг (большая пряжка на талии, обычно изготавливаемая из серебра), геланг танган (браслет), капинг (платье целомудрия), геланг каки (ножной браслет) и многие другие.
- Галерея Саиндера — временная галерея, где размещаются выставки. Она также является местом проведения текстильных бесед, показов мод и других мероприятий музея и общественности.